# Hermann Kiese

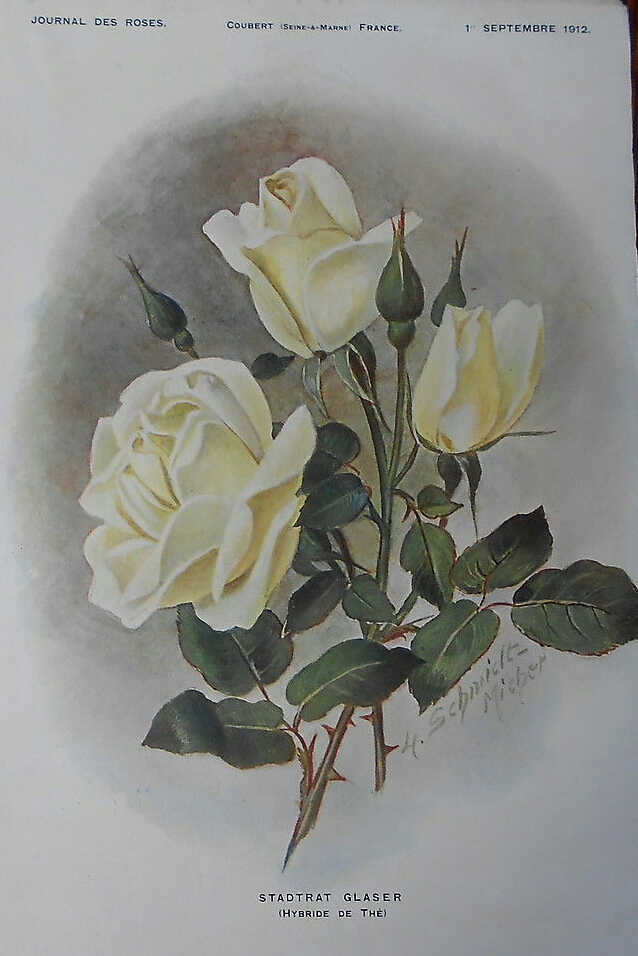
'Stadtrat Glaser' (Kiese 1910), rose hybride de thé.

Hermann Kiese, né le 8 mai 1865 à Vieselbach en province de Saxe et mort le 22 septembre 1923, est un rosiériste allemand, reconnu pour d'importantes obtentions, les plus célèbres étant 'Tausendschön', 'Veilchenblau' et 'Kiese'. 

## Biographie
Hermann Kiese, né en Thuringe en 1865, travaille pendant vingt-deux ans comme jardinier à la pépinière de roses de Johann Christoph Schmidt à Erfurt. Il lance sa propre entreprise d'horticulture à Vieselbach, près d'Erfurt en 1908. C'est aussi l'un des fondateurs de la Verein Deutscher Rosenfreunde - VDR (Union des amis allemands des roses). Il se spécialise dans les hybrides de Rosa multiflora, mais cela ne l'a pas empêché de remporter un prix de trois mille marks pour son hybride de thé 'Otto von Bismarck' (1908). 
De 1911 à 1916, il est rédacteur-en-chef de la revue spécialisée Rosen-Zeitung. Ensuite, il partage cette responsabilité avec Friedrich Ries jusqu'en 1919. 
Hermann Kiese meurt le 22 septembre 1923,,,. Son fils Wilhelm, qui reprend la pépinière, cesse la production de roses.
Il était surtout spécialiste des hybrides de Rosa multiflora et des rosiers grimpants, mais il introduisit aussi quelques hybrides de thé. Ses obtentions ont été mises au commerce pour nombre d'entre elles par Johann Christoph Schmidt. 
Parmi ses nombreuses créations, l'on peut distinguer :
| - 'Leuchtstern' (1899), - 'Lohengrin' (1903), - 'Blumenschmidt' (1906), - 'Tausendschön' (1906), - 'Kronprinzessin Cecilie' (1907), - 'Otto von Bismarck' (1908), - 'Eisenach' (1909), - 'Veilchenblau' (1909), - 'Kiese' (1910), - 'Weisse Tausendschön' (1910), - 'Deutschland' (1910), - 'Hermann Lüder' (1910)', - 'Lilli von Posern' (1910), - 'Lisbeth von Kamecke' (1910), - 'Nordlicht' (1910), - 'Perle von Britz' (1910), | - 'Stadtrat Glaser' (1910), - 'Wartburg' (1910), - 'Andreas Hofer' (1911), - 'Gräfin Chotek' (1911), - 'Frau Anna Lautz' (1912), - 'Paula Clegg' (1912), - 'Hakeburg' (1913), - 'Grossherzogin Feodora von Sachsen' (1913), - 'Loreley' (1913), - 'Andenken an Breslau' (1913), - 'Grossherzogin Feodora von Sachsen' (1913), - 'Loreley' (1913), - 'Ludwig Möller' (1915), - 'Siegesperle' (1915), - 'Hindenburg' (1916), - 'Dannenberg' (1916), - 'Admiral Tirpitz' (1918), | - 'Gruß an Frankfurt' (1918), - 'Freudenfeuer' (1918), - 'Fürst Leopold IV zu Schaumburg-Lippe' (1918), - 'Gertrud Kiese' (1918), - 'Fliegerheld Öhring' (1919), - 'Deutsche Hoffnung' (1919), - 'Heldengruß' (1919), - 'Gruß am Weimar' (1919), - 'Rudelsburg' (1919), - 'Schön Ingeborg' (1921), - 'Käthchen von Heilbronn' (1922), - 'Louis Kahle' (1922), - 'Vater Rhein' (1922), - 'Perle von Hohenstein' (1923), - 'Frau Prof. Gnau' (1925), - 'Kleine Echo' (1925), - 'Weiße Echo' (1925), |

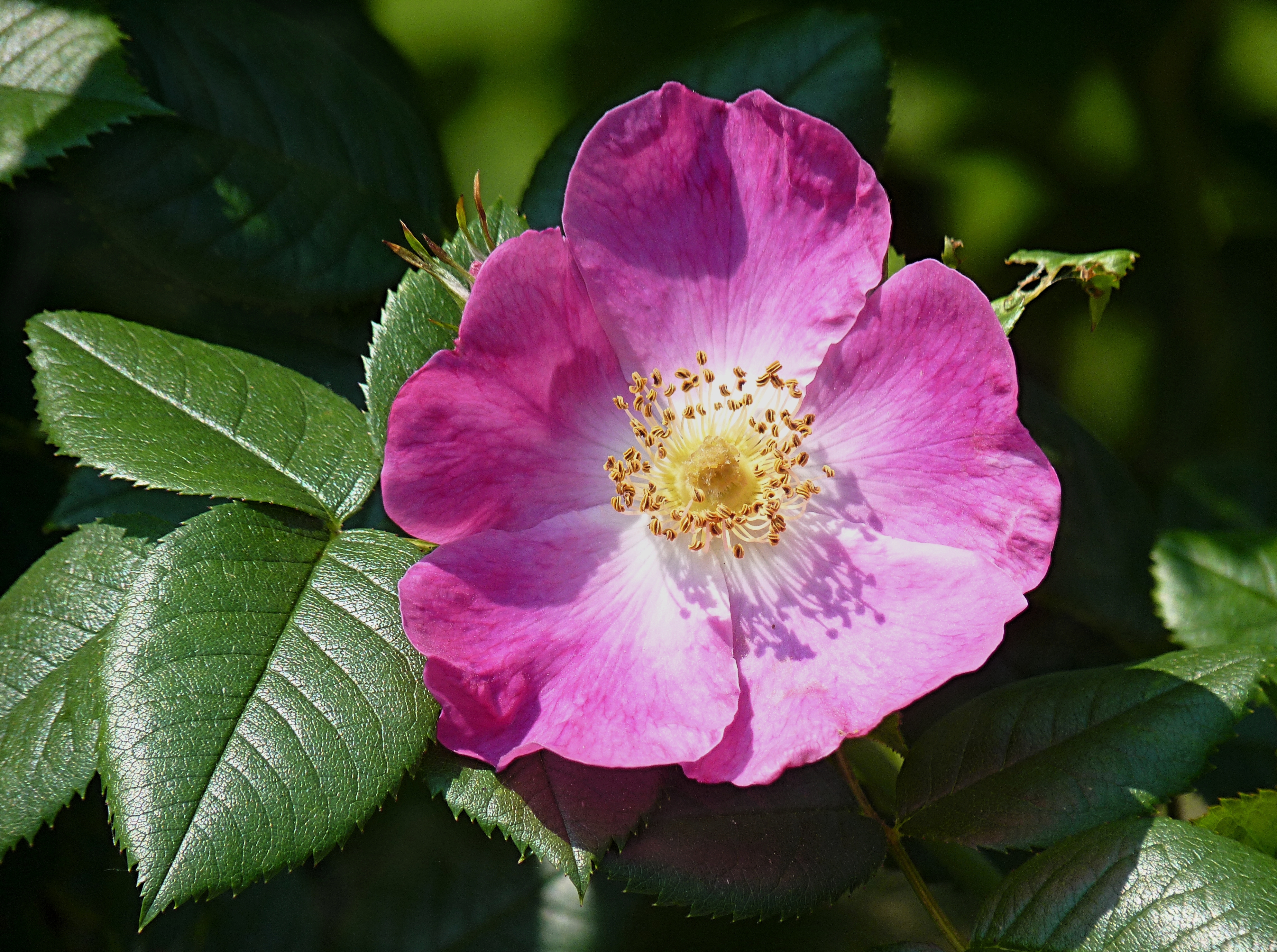
'Kiese' (Kiese 1910), rose hybride de Rosa canina.

Après sa mort, deux cultivars lui ont été attribués :
- 'Märchen' (1927),
- 'Martin Liebau' (1930)

Le rosiériste Philipp Geduldig nomme en son honneur le cultivar 'Hermann Kiese',,,.